# Climat de la Tanzanie
Le climat de la Tanzanie est tropical le long de la côte et plus tempéré sur les hauts plateaux du centre à cause de la géographie du pays.

## Températures et pluviosité
Les températures moyennes annuelles oscillent entre 10° et 30°. La Tanzanie connaît deux saisons pluvieuses, une grande saison des pluies de début mars à début mai, puis une petite, de début novembre à mi-décembre, où les précipitations sont moins abondantes. La grande saison sèche s'étend quant à elle de mai à octobre, la petite saison sèche allant de janvier à mars.
Les précipitations sont abondantes (750 à 2 000 mm par an) le long de la côte, dans le sud-est ainsi que dans les forêts tropicales bordant le lac Victoria et le lac Tanganyika. Elles sont beaucoup plus faibles au centre, avec 100 à 500 mm de pluie par an.

## Dar es Salam

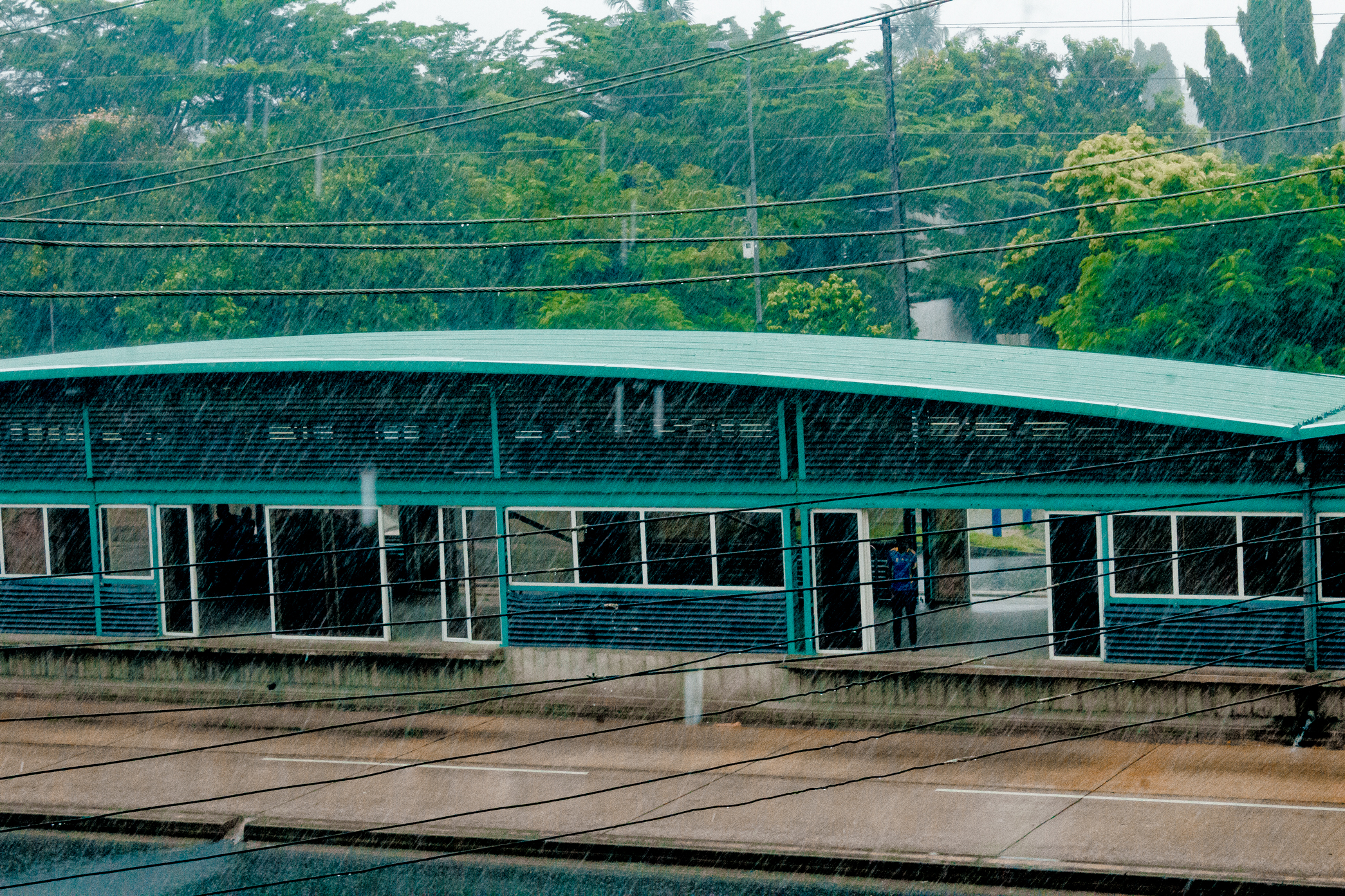
La nouvelle gare routière sous la pluie (janvier 2020).

Du fait de sa proximité de l'équateur et profitant de la chaleur de l'océan Indien, le climat dominant de Dar es Salam est de type tropical avec des pluies plus importantes l'hiver. La classification selon la carte de Köppen-Geiger est de type As (A : climat tropical, s : Saison sèche en été).
| Mois                              | jan. | fév. | mars | avril | mai  | juin | jui. | août | sep. | oct. | nov. | déc. |
| --------------------------------- | ---- | ---- | ---- | ----- | ---- | ---- | ---- | ---- | ---- | ---- | ---- | ---- |
| Température minimale moyenne (°C) | 24,6 | 24,2 | 23,5 | 22,9  | 21,7 | 19,9 | 18,9 | 18,9 | 19   | 20,3 | 22,1 | 23,8 |
| Température moyenne (°C)          | 27,8 | 27,9 | 27,6 | 26,7  | 25,7 | 24,6 | 23,8 | 23,9 | 24   | 25,1 | 26,3 | 27,3 |
| Température maximale moyenne (°C) | 31   | 31,6 | 31,7 | 30,5  | 29,7 | 29,3 | 28,7 | 28,9 | 29,1 | 29,9 | 30,5 | 30,5 |
| Précipitations (mm)               | 68   | 77   | 141  | 251   | 169  | 33   | 28   | 23   | 28   | 57   | 118  | 96   |

| Diagramme climatique                                  |            |             |             |             |            |            |            |          |            |             |            |
| J                                                     | F          | M           | A           | M           | J          | J          | A          | S        | O          | N           | D          |
| 3124,668                                              | 31,624,277 | 31,723,5141 | 30,522,9251 | 29,721,7169 | 29,319,933 | 28,718,928 | 28,918,923 | 29,11928 | 29,920,357 | 30,522,1118 | 30,523,896 |
| Moyennes : • Temp. maxi et mini °C • Précipitation mm |            |             |             |             |            |            |            |          |            |             |            |

## Mwanza
| Mois                              | jan. | fév. | mars | avril | mai  | juin | jui. | août | sep. | oct. | nov. | déc. |
| --------------------------------- | ---- | ---- | ---- | ----- | ---- | ---- | ---- | ---- | ---- | ---- | ---- | ---- |
| Température minimale moyenne (°C) | 18   | 18   | 18,2 | 18    | 17,6 | 16   | 15,2 | 16,2 | 17,5 | 18,1 | 18,2 | 17,8 |
| Température moyenne (°C)          | 22,6 | 22,7 | 23   | 22,7  | 22,6 | 22,1 | 21,5 | 22,2 | 23,1 | 23,3 | 22,9 | 22,3 |
| Température maximale moyenne (°C) | 27,3 | 27,5 | 27,8 | 27,5  | 27,7 | 28,2 | 27,9 | 28,2 | 28,8 | 28,6 | 27,7 | 26,8 |
| Précipitations (mm)               | 97   | 104  | 155  | 145   | 91   | 20   | 13   | 20   | 46   | 46   | 114  | 147  |

| Diagramme climatique                                  |           |             |           |            |          |            |            |            |            |             |             |
| J                                                     | F         | M           | A         | M          | J        | J          | A          | S          | O          | N           | D           |
| 27,31897                                              | 27,518104 | 27,818,2155 | 27,518145 | 27,717,691 | 28,21620 | 27,915,213 | 28,216,220 | 28,817,546 | 28,618,146 | 27,718,2114 | 26,817,8147 |
| Moyennes : • Temp. maxi et mini °C • Précipitation mm |           |             |           |            |          |            |            |            |            |             |             |

## Mbeya
En raison de l'altitude, les températures sont souvent modérées à Mbeya. Les précipitations moyennes avoisinent 900 mm, une quantité bien suffisante pour le maintien d'une intense activité agricole dans les environs de la ville (Maïs, riz, bananes, tabac...). La saison des pluies s'étend généralement de novembre à mai, la saison sèche étant marquée par une plus forte amplitude thermique entre les jours et les nuits.

## Tabora
À Tabora, les précipitations varient entre 650 et 850 mm. La fin de l'hiver (septembre-octobre) est la période la plus sèche et voit le taux d'humidité tomber à 25 %. Avec l'altitude de 1 241 mètres, le climat est agréable pour la latitude, les températures dépassants rarement les 30 degrés. Les nuits sont souvent fraiches, surtout de avril à novembre.